# Aquila Basket Trento 2018-2019
Questa voce raccoglie le informazioni riguardanti l'Aquila Basket Trento nelle competizioni ufficiali della stagione 2018-2019.

## Stagione
La stagione 2018-2019 dell'Aquila Basket Trento sponsorizzata Dolomiti Energia, è la 5ª nel massimo campionato italiano di pallacanestro, la Serie A.
All'inizio della nuova stagione la Lega Basket decise di modificare il regolamento riguardo al numero di giocatori stranieri da schierare contemporaneamente in campo. Si decise così di optare per la scelta della formula con 5 giocatori stranieri senza vincoli.

## Roster
Aggiornato al 14 novembre 2018.
| Dolomiti Energia Trento 2018-19 | Dolomiti Energia Trento 2018-19 |
| Giocatori                       | Staff tecnico                   |
| ------------------------------- | ------------------------------- |

| N. | Naz.                                     | Ruolo | Nome                 | Anno | Alt.   | Peso   |  |
| -- | ---------------------------------------- | ----- | -------------------- | ---- | ------ | ------ |  |
| 1  | Stati Uniti (bandiera)                   | GA    | Devyn Marble         | 1992 | 198 cm | 91 kg  |  |
| 4  | Serbia (bandiera)                        | P     | Nikola Radičević     | 1994 | 196 cm | 91 kg  |  |
| 7  | Italia (bandiera)                        | AG    | Davide Pascolo       | 1990 | 203 cm | 91 kg  |  |
| 9  | Italia (bandiera)                        | GA    | Fabio Mian           | 1992 | 196 cm | 88 kg  |  |
| 10 | Argentina (bandiera) · Italia (bandiera) | P     | Andrés Forray (C)    | 1986 | 187 cm | 87 kg  |  |
| 12 | Italia (bandiera)                        | G     | Diego Flaccadori     | 1996 | 193 cm | 80 kg  |  |
| 13 | Stati Uniti (bandiera)                   | P     | Aaron Craft          | 1991 | 188 cm | 85 kg  |  |
| 14 | Italia (bandiera)                        | AG    | Andrea Mezzanotte    | 1998 | 207 cm | 91 kg  |  |
| 15 | Portogallo (bandiera)                    | AP    | Bétinho Gomes        | 1985 | 201 cm | 100 kg |  |
| 22 | Stati Uniti (bandiera)                   | AC    | Dustin Hogue         | 1992 | 198 cm | 100 kg |  |
| 25 | Italia (bandiera)                        | C     | Luca Lechthaler      | 1986 | 206 cm | 102 kg |  |
| 32 | Serbia (bandiera)                        | AG    | Nikola Jovanović     | 1994 | 211 cm | 109 kg |  |
|    | Italia (bandiera)                        |       | Simone Doneda        | 2001 |        |        |  |
|    | Estonia (bandiera)                       | G     | Kaspar Kitsing       | 2001 |        |        |  |
|    | Italia (bandiera)                        | C     | Maximilian Ladurner  | 2001 | 206 cm | 95 kg  |  |
|    | Italia (bandiera)                        | AP    | Alessandro Voltolini | 2001 |        |        |  |

| Allenatore |
| - Maurizio Buscaglia                                                                                              |
| Assistente/i |
| - Vincenzo Cavazzana - Davide Dusmet - Emanuele Molin Legenda - (C) Capitano - (IN) Inattivo - Infortunato Roster |

## Mercato

### Sessione estiva
| Acquisti | Acquisti          | Acquisti       | Acquisti   | Acquisti |
| R.       | Nome              | da             | Modalità   |          |
| -------- | ----------------- | -------------- | ---------- | -------- |
| GA       | Fabio Mian        | Pistoia Basket | definitivo |          |
| AG       | Andrea Mezzanotte | Treviglio      | definitivo |          |
| AG       | Davide Pascolo    | Olimpia Milano | definitivo |          |
| GA       | Devyn Marble      | Free agent     | definitivo |          |
| P        | Nikola Radičević  | Gran Canaria   | definitivo |          |
| AG       | Nikola Jovanović  | Stella Rossa   | prestito   |          |

| Cessioni | Cessioni         | Cessioni        | Cessioni       | Cessioni |
| R.       | Nome             | a               | Modalità       |          |
| -------- | ---------------- | --------------- | -------------- | -------- |
| AP       | Shavon Shields   | Saski Baskonia  | fine contratto |          |
| A        | Dominique Sutton | Rytas Vilnius   | rescissione    |          |
| GA       | Luca Conti       | V.L. Pesaro     | prestito       |          |
| AG       | Isacco Lovisotto | Jesi Academy    | fine contratto |          |
| P        | Erik Czumbel     | Trapani Shark   | prestito       |          |
| PG       | Yannick Franke   | Pieno žvaigždės | fine contratto |          |
| AP       | Ojārs Siliņš     | Free agent      | fine contratto |          |
| P        | Jorge Gutiérrez  | San Sebastián   | fine contratto |          |

### Dopo l'inizio della stagione
| Acquisti | Acquisti    | Acquisti  | Acquisti        | Acquisti   |
| R.       | Nome        | da        | Data            | Modalità   |
| -------- | ----------- | --------- | --------------- | ---------- |
| P        | Aaron Craft | Budućnost | 5 novembre 2018 | definitivo |

| Cessioni | Cessioni         | Cessioni     | Cessioni         | Cessioni    |
| R.       | Nome             | a            | Data             | Modalità    |
| -------- | ---------------- | ------------ | ---------------- | ----------- |
| P        | Nikola Radičević | Gran Canaria | 14 novembre 2018 | risoluzione |